# Stenvender
Stenvender (Arenaria interpres) er en vadefugl, der er ret almindelig som trækgæst i Danmark, men sjælden som ynglefugl. Hovedparten af den danske bestand findes på Læsø. Den er regnet som kritisk truet på den danske rødliste 2019, og trækbestanden regnes som truet
Nyere forskning har vha. ultraletvægts-sporingsudstyr påvist, at fugle fra Australien foretager en 27.000 kilometers rundflyvning til Alaska for at yngle. På udturen mod nord raster den i Kina, mens den på hjemturen raster på Marshalløerne i Stillehavet .